# Gerard Bruinsma
Gerhardus Wijnandus (Gerard) Bruinsma (Leeuwarden, 1 september 1840 – Breda, 21 december 1914) was een Nederlands arts en medeoprichter van de Vereniging tegen de Kwakzalverij.
Zijn vader was eigenaar van een katoenfabriek en werd later rentenier. Zelf studeerde hij geneeskunde aan de universiteit in Groningen waar hij in 1866 promoveerde. Hierna werd hij geneesheer en in 1870 trouwde hij in Dalfsen met de in Haarlem geboren M.G.P. Stoop.
Samen met zijn jongere broer Vitus J. Bruinsma (1850-1916) schreef hij in 1878 het boekje De kwakzalverij met geneesmiddelen en de middelen om haar te bestrijden. Een boek voor allen, die hun gezondheid en hun beurs liefhebben. In 1881 richtte hij samen met die broer de Vereeniging tot bestrijding van de kwakzalverij op. Naast zijn werk als geneesheer te Steenbergen was hij tevens de eerste voorzitter van die vereniging en een van de redacteuren van het verenigingsblad. Verder was hij jarenlang ondervoorzitter van het Nederlandsch Landbouwcomité. Nadat Bruinsma in 1897 gestopt was als geneesheer verhuisde hij naar Breda waar hij zeventien jaar later op 74-jarige leeftijd overleed.

## Werken
- Iets over bloederziekte (1866, dissertatie)
- De kwakzalverij met geneesmiddelen en de middelen om haar te bestrijden. Een boek voor allen, die hun gezondheid en hun beurs liefhebben (1878), in 1880 herdrukt als De hedendaagsche kwakzalver (met Vitus Bruinsma).
- Geneeskundig wetboek van Nederland (1879)
- Bruinsma, G.W.  (1886). De geneeskundige wetgeving in Nederland en de ontwerpen tot herziening. De Gids  50
- Bruinsma, G.W.  (1904). De werkzaamheden der gezondheids-commissiën.. De Gids  68